# إيد ويكس
إدوارد تشارلز إيجرتون ويكس أو إيد ويكس (بالإنجليزية: Ed Weeks)‏ هو ممثل وكاتب وكوميدي إنجليزي، عرف بدوره كدكتور جيرمي ريد في المسلسل الكوميدي ذا ميندي بروجيكت الذي عرضته شبكة فوكس التلفزيونية.

## السيرة المهنية

### بداياته
درس ويكس في جامعة الملكة بتونتون وكلية الثالوث بكامبريدج، حيث أصبح رئيسًا لنادي أضواء مسرح جامعة كامبريدج الذي يديره طلاب الجامعة وأسس سنة 1883.
بعد تخرجه كتب عدد من الأعمال التلفزيونية، مان ستروك وومين، كلون، وهوتيل تروبل، من إنتاج بي بي سي.
وبدأ في الظهور كممثل في مسلسلات بريطانية على رأسها مسلسل عائلتي من إنتاج بي بي سي، وذا آي تي كراود من إنتاج القناة الرابعة البريطانية، ومسلسل نوت غوينغ آوت لبي بي سي، وفو أكشن حيث لعب دور الأمير ويليام. وكان ويكس شريك أوليفيا لي في كوميدي سنترال.[بحاجة لمصدر]

### الولايات المتحدة
في 2011، انتقل ويكس إلى لوس أنجلوس، عندئد اتجه إلى سي بي إس.
في 2012، كان له أحد الأدوار الرئيسية في طاقم مسلسل ذا ميندي بروجيكت ليتجه إلى كاتبة مسلسل المكتبميندي كالينغ.

## حياته الشخصية
ولد إيد ويكس وترعرع في إنجلترا، لأُم من أصول سلفادورية.

## فيلموغرافيا

### فِلم
| سنة  | اسم العمل  | الدور      | ملاحظات  |
| ---- | ---------- | ---------- | -------- |
| 2009 | فيوزد      | سيمون      | فِلم قصير |
| 2009 | ذا إنترفيو | المُقابل #3 | فِلم قصير |

### تلفزيون
| سنة         | اسم العمل                           | الدور         | ملاحظات                |
| ----------- | ----------------------------------- | ------------- | ---------------------- |
| 2007-2005   | مان ستروك وومن                      |               | كاتب. ممثل في 8 حلقات  |
| 2007        | كوميدي شافيل                        | متنوع         | حلقتان، وكاتب.         |
| 2008        | فو أكشن                             | الأمير ويليام |                        |
| 2009        | نوت غوينغ آوت                       | روبن          | حلقة "بارتي" أو "حفلة" |
| 2009        | ترانسمشن إيمبوسيبل ويذ إيد أند أوشو | تشاد واكمان   | حلقة 8 - برنامج أطفال  |
| 2011-2010   | ديرتي سكسي فاني                     | متنوع         | 16 حلقة، وكاتب         |
| 2010        | ذا آي تي كراود                      | جون           | حلقة "جين ذا فريدو"    |
| 2010        | عائلتي                              | ويلكنسون      | حلقة                   |
| 2010        | هوتيل تروبل                         | دارين شيزالجو | حلقة                   |
| 2011        | ديك أند دومز فاني بزنيس             | ديكستر        | حلقتان                 |
| 2012 - للآن | ذا ميندي بروجيكت                    | جيرمي ريد     | دور رئيسي              |

## روابط خارجية
- إيد ويكس على موقع IMDb (الإنجليزية)
- إيد ويكس على موقع ألو سيني (الفرنسية)
- إيد ويكس على موقع أول موفي (الإنجليزية)
- إيد ويكس على موقع قاعدة بيانات الفيلم (الإنجليزية)
- إيد ويكس على موقع كينوبويسك (الروسية)